# Otakar Aleš Kukla
Otakar Aleš Kukla (2. května 1931, Polička – 2. července 2008, Praha) byl český historik umění, publicista a průkopník ekumenismu.

## Životopis
Narodil se v Poličce v rodině průmyslového malíře jako jediný syn Otokara Kukly a Marie Kuklové, roz. Kleinové. Dětství prožíval v těžké válečné situaci, která na jeho rodinu doléhala ze všech stran. Otec byl po většinu války vězněn v nacistickém lágru v Terezíně, veškeré příbuzenstvo z matčiny strany zahynulo v Osvětimi. Gymnasium však úspěšně dokončil, po něm hned následovala studia na filosofické fakultě Masarykovy university v Brně obor dějiny umění a estetika. Po studiích se vrátil do rodné Poličky, kde se záhy stal ředitelem Městského muzea a galerie Polička. Od samých počátků svého působení zde se zasazoval o propagaci moderního umění. Tímto směrem proměňoval skladbu pravidelných Východočeských uměleckých salonů, pro Poličku se mu dařilo získávat významné výstavy pod záštitou UNESCO, které jinak putovaly výhradně po evropských metropolích. V první polovině 60. let zde instaloval výstavu Jana Zrzavého s osobní účasti mistra a uspořádal s ním veřejnou besedu. Pro potřeby galerie se pokoušel získat budovu barokní radnice, a současně ji delegovat na galerii krajskou Záměr nevyšel. Tyto a další aktivity až příliš podnikavého Kukly, pokusy o záchranu židovského hřbitova s vzácnou márnici v orientálním stylu nebo židovské modlitebny v Prudičově domě, však spíš ještě více stupňovaly návaly nelibosti stranického aparátu města, posléze i krajskeho výboru, a tak byl Kukla nakonec z města vyhoštěn. Odešel nejprve do Alšovy jihočeské galerie na Hluboké, ale nakonec dostal nabídku v Galerii hlavního města Prahy. Nabídku přijal a v roce 1971 odešel do Prahy s celou rodinou. Ve funkci vedoucího odborného oddělení a zástupce ředitele setrval až do důchodu.Krom odborné prace a textů ovšem v nemenší míře vyvíjel i významnou činnost publikační, které se věnoval až do konce života. Zemřel v červenci 2008. Jeho ostatky jsou uloženy na katolickém hřbitově v Poličce.

## Životní dílo
Jako římskokatolického a po konverzi pravoslavného křesťana s židovskými kořeny po matce jej vždy fascinovaly vztahy mezi náboženstvími, především v rovině teologické. Zaujat mytologiemi starověku, exotickými kulty předkřesťanských národů a mimokřesťanských kultur, protínaly se mu nakonec v osobě Christa Pantokratora.[zdroj?] Byl mu alfou a omegou všeho viditelného i neviditelného, svorníkem i pilířem vesmíru.
Z perspektivy svého domovského zakotvení v židokřesťanském prostředí hledal ve svém osobitém pojetí religionistiky eschatologický směr a cíl dějin. Tento svůj pohled představil posluchačům už v 70. letech zásadní přednáškou, pořádanou pro římskokatolickou farnost v Poličce na Orelské zahradě, nesoucí název „Advent předkřesťanských národů“. Psal množství článků a studií, které publikoval v církevních, teologických či kulturně-politických periodicích. Od Katolických novin, Kostnických jisker, Hlasu pravoslaví, Židovské ročenky, Cyrilometodějského kalendáře, Teologických listů, Anno Domini pro mládež až po Tigridovo Svědectví. Formu pro své eseje našel nakonec v klasickém „dopise“ – v jeho klasické podobě – epištole. Tak vznikly i rozsáhlé bloky samizdatových sborníků, např. Dopisy mladým křesťanům nebo Listy pro Viktorii, které pak až ve svobodném prostředí po roce 1989 přepracoval a zkrátil do knižní podoby, a které v knižní podobě vyšly až v r. 1995 pod názvem Listy pro Viktorii – přemítání nad dějinami Izraele. Téhož roku vyšla další jeho kniha Svatí spojují národy – portréty evropských světců, kterou napsal společně s Milanem Bubnem. V samizdatu koloval také Klenot v lotosovém květu (o Buddhovi), Iokulator Dei (o sv. Františkovi z Assisi), Gándhí a Dalajláma.

## Vztah k rodnému městu
Od 70. let až do konce života také psal přednášky pro Svatojosefskou jednotu v Poličce (např. Advent předkřesťanských národů). Zajímavým dílem je také ručně psaná a autorem ilustrovaná pamětní kronika, která zachycuje nejrůznější oblasti života měšťanů, purkmistrů, farářů i běžných občanů města Poličky, doplňují ji i rozsáhlé úvahy o náboženských tématech, ale i o dobových místních pověrách a teosofických a spiritistických spolcích, které za války město prostupovaly. Kronika je nyní v archivu poličského muzea a je dostupná i online na jeho webových stránkách. V současné době[kdy?] se připravuje její tištěná verze, úryvky z ní začaly od roku 2019 vycházet v místním farním časopise zásluhou tamějšího faráře P. Tomáše Enderleho. Historie města nepřestala Kuklu nikdy fascinovat, výraznou měrou se potom i na dálku, z Prahy, svými články a přednáškami podílel na jejím kulturním rozkvětu. Patřil mezi pravidelné přispěvatele regionálního časopisu Jitřenka. V 90. letech mu bylo uděleno čestné občanství města Poličky.[zdroj?]